# Leila K
Лайла Эль Халифи (швед. Laila El Khalifi, араб. ليلى الخليفي‎; род. 6 сентября 1971), более известная под сценическим псевдонимом Leila K — шведская певица в стиле евродэнс и бывший рэпер марокканского происхождения.

## Биография

### Ранние годы
Лайла Эль Халифи родилась в Швеции в семье водителя трамвая марокканского происхождения. Детские годы провела в пригороде Гётеборга. Родители решили отправить её в школу в Марокко, но после года обучения она вернулась в Швецию.

### Музыкальная карьера
Талант Лайлы обнаружили участники музыкального дуэта Rob’n’Raz, увидевшие её на музыкальном конкурсе. Им понравилась её музыка, и они предложили ей контракт на запись альбома в 1988 году. Чтобы избежать путаницы с американским рэпером с похожим именем, она взяла себе сценический псевдоним Leila K. Совместно с Rob’n’Raz в 1989 году вышел её первый хит — песня «Got to Get», вошедшая в состав альбома 1990 года Rob’n’Raz featuring Leila K.
В первые годы карьеры у неё было много хитовых произведений, а её музыка звучала по всей Европе. Она прекратила сотрудничество с Rob’n’Raz и отправилась на Ибицу, где ей удалось самостоятельно организовать концерты. В 1990 году совместно с Доктором Албаном она исполнила сингл «Hello Afrika!», ставший популярным в Европе. Её сольная карьера началась в 1991 году с сингла «Time», за которым последовало множество других популярных произведений, таких как её самый большой хит «Open Sesame» и кавер-версия сингла Пластика Бертрана «Ça Plane Pour Moi».
В 1995 году она вернулась на музыкальную сцену с синглом «Electric». Она продолжала выпускать новые музыкальные произведения до 1997 года.
В Швеции Leila K стала известной как фигурантка ряда громких скандалов. В 1998 году SVT сняла документальный фильм о претензии Leila K на славу под названием «Fuck You», «Fuck You Very Much». В 2000 году она появилась в клипе «Open Sesame», кавер-версии её собственного хита 1992 года. В 2003 году шведские СМИ сообщили, что она живёт на улице, и вынуждена красть еду, чтобы выжить. Звукозаписывающая компания решила помочь ей финансово, выпустив сборник под названием Leila K’s Greatest Tracks.
В 2005 году шведский мультипликатор Мартин Келлерман взял у неё интервью для своего журнала комиксов Rocky. 15 июня 2007 года шведские СМИ сообщили , что она оказалась неожиданным гостем на вечеринке по случаю выхода книги Bögjävlar, исполнив песню «Plane Pour Moi» и свой старый хит «Electric». В мае 2011 года Leila K приняла участие в записи нового трека «Legendary» исполнителя Валленберга.
18 июля 2015 года Leila K появилась в качестве гостя на фестивале Tammerfest в Тампере (Финляндия) со своими песнями «Electric» and «Open Sesame». Она также была гостем на Dennis Pop Awards 2015. В 2016 году она была включена в Шведский музыкальный зал славы.

## Дискография

### Студийные альбомы
| Rob’n’Raz feat Leila K                     | - Дата выпуска: май 1990 - Лейбл: Telegram Records Stockholm - Формат: CD | 14 | 27 | — | —  | 81 | 30 |
| Carousel                                   | - Дата выпуска: сентябрь 1993 - Лейбл: Urban Records - Формат: CD         | 30 | 10 | — | 30 | 89 | 32 |
| Manic Panic                                | - Дата выпуска: июнь 1996 - Лейбл: Mega Records - Формат: CD              | 17 | —  | 4 | —  | —  | —  |
| Leila K’s Greatest Tracks                  | - Дата выпуска: май 2003 - Лейбл: Bonnier Music Sweden - Формат: CD       | 40 | —  | — | —  | —  | —  |
| «—» обозначает релизы, не попавшие в чарт. |                                                                           |    |    |   |    |    |    |

### Синглы
| 1989                                       | «Got to Get»        | 10 | 3  | 10 | 3  | 14 | 2  | 4 | 3  | 8  | - SWE: Золотой | Rob’n’Raz feat Leila K |
| 1990                                       | «Rok the Nation»    | 3  | —  | 3  | 21 | 21 | 16 | — | 13 | 41 | - SWE: Золотой | Rob’n’Raz feat Leila K |
| 1990                                       | «Just Tell Me»      | —  | —  | —  | —  | —  | —  | — | —  | —  |                | Rob’n’Raz feat Leila K |
| 1990                                       | «It Feels So Right» | —  | —  | —  | —  | —  | —  | — | —  | —  |                | Rob’n’Raz feat Leila K |
| 1991                                       | «Time»              | —  | —  | —  | —  | —  | —  | — | —  | —  |                | Только синглы          |
| 1991                                       | «Magic Ball»        | 30 | —  | —  | —  | —  | —  | — | —  | —  |                | Только синглы          |
| 1992                                       | «Open Sesame»       | 21 | 5  | 9  | 5  | 13 | 2  | — | 4  | 23 |                | Carousel               |
| 1993                                       | «Ça Plane Pour Moi» | 25 | 8  | 6  | 13 | —  | 24 | — | 17 | 69 |                | Carousel               |
| 1993                                       | «Check The Dan»     | —  | —  | —  | —  | —  | —  | — | —  | —  |                | Carousel               |
| 1993                                       | «Slow Motion»       | 27 | 26 | 20 | 37 | —  | —  | — | —  | —  |                | Carousel               |
| 1993                                       | «Close Your Eyes»   | —  | —  | —  | —  | —  | —  | — | —  | —  |                | Carousel               |
| 1995                                       | «Electric»          | 8  | —  | 2  | 61 | —  | —  | — | —  | —  |                | Manic Panic            |
| 1996                                       | «C’Mon Now»         | 21 | —  | 3  | —  | —  | —  | — | —  | —  |                | Manic Panic            |
| 1996                                       | «Rude Boy»          | 29 | —  | 8  | —  | —  | —  | — | —  | —  |                | Manic Panic            |
| 1996                                       | «Blacklisted»       | —  | —  | —  | —  | —  | —  | — | —  | —  |                | Manic Panic            |
| 1997                                       | «Party Police»      | —  | —  | —  | —  | —  | —  | — | —  | —  |                | Только сингл           |
| «—» обозначает релизы, не попавшие в чарт. |                     |    |    |    |    |    |    |   |    |    |                |                        |